# Maison de rapport Sokol
La Maison de rapport Sokol (en russe : Доходный дом Сокол (Сокол (Sokol): Faucon)) est une maison historique de Moscou, située rue du Pont Kouznetski. Elle est classée comme héritage populaire de portée régionale.
C'est une maison de cinq étages construite au début de l'année 1904 pour le propriétaire foncier M. V. Sokol, par l'architecte Ivan Mashkov (en). Le nom commun sokol signifie faucon en russe et c'est l'oiseau rapace qui est représenté sur la majolique de la façade. Le bâtiment est de forme carrée avec une cour intérieure et plusieurs ailes. Pour améliorer la vue vers le pont Kouznetski et créer un espace libre devant le bâti, l'architecte l'a placé le plus loin possible de la limite de la propriété avec la voie publique .
Du fait de l'emplacement du bâtiment, de sa hauteur et de son attique surélevée au centre de sa façade, la maison Sokol est visible depuis plusieurs endroits situés au centre de la ville de Moscou. La maison est construite dans le style Sécession viennoise qui se rattache à l'Art nouveau. La partie centrale de la façade est courbe, ce que soulignent les balcons des étages supérieurs . La mosaïque de majolique de l'attique représente un faucon volant au dessus des montagnes . Elle est relevée par deux pilastres centraux. C'est une réalisation du peintre Nikolaï Sapounov, provenant de l'usine de céramique Boutyrski d'Abramtsevo ,. Ivan Machkov a utilisé pour la décoration de la façade des carreaux à relief dont le dessin est dû au peintre Mikhaïl Vroubel dans les années 1890. Le panneau de l'attique est en quelque sorte une réplique de celui de l'hôtel Métropole réalisé également par Vroubel sur le sujet de La Princesse Grioza, que l'on peut voir également depuis la place du théâtre.
Les balcons en fer forgé des étages différaient selon qu'ils étaient disposés devant les fenêtres ou des portes-fenêtres et avaient des valeurs artistiques indépendantes les unes des autres  ,. Ceux des fenêtres ont été enlevés lors de restaurations dans les années 1970.
Le corps du bâtiment était destiné à l'habitat, les appartements les plus confortables se trouvaient dans les étages supérieurs donnant sur la rue ; les deux premiers étages, par contre, étaient destinés par les propriétaires à des bureaux et des magasins : la maison hébergeait par exemple une maison d'édition italienne Dante Alighieri avec une salle de lecture gratuite et également un atelier de photographie Cherer Nabgolts et Cie et un restaurant., ,. À des époques différentes ont vécu dans cet immeuble : un dirigeant du Théâtre Bolchoï Youri Faïer, une actrice de théâtre et de cinéma Elena Gogoleva, une chanteuse d'opéra Evguenia Zbrouieva. À l'époque soviétique la maison abritait le magasin Tsoum (Mostorga) et une maison d'édition Livre international , un magasin d'édition populaires Akademika. À partir des années 1960 jusqu'à ce jour on y trouve aussi l'organisation pour la conception de bâtiments résidentiels et non-résidentiels Mosproekt-3. Dans les années 1980, les locaux ont hébergé des compagnies d'aviations étrangères. Lors de restaurations, durant les années 1930 et 1970, le restaurant et les appartements particuliers ont été supprimés ainsi que des parties anciennes de la décoration de la façade. Cette maison de rapport Sokol est classée comme bâtiment d'intérêt culturel régional.

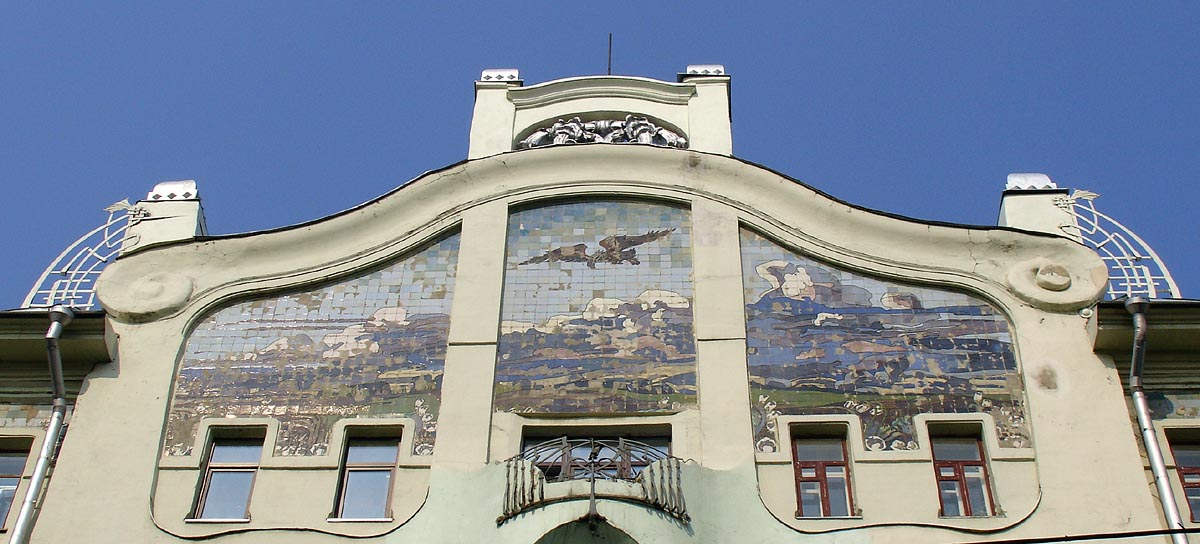
L'attique de Nikolaï Sapounov sur la maison Sokol
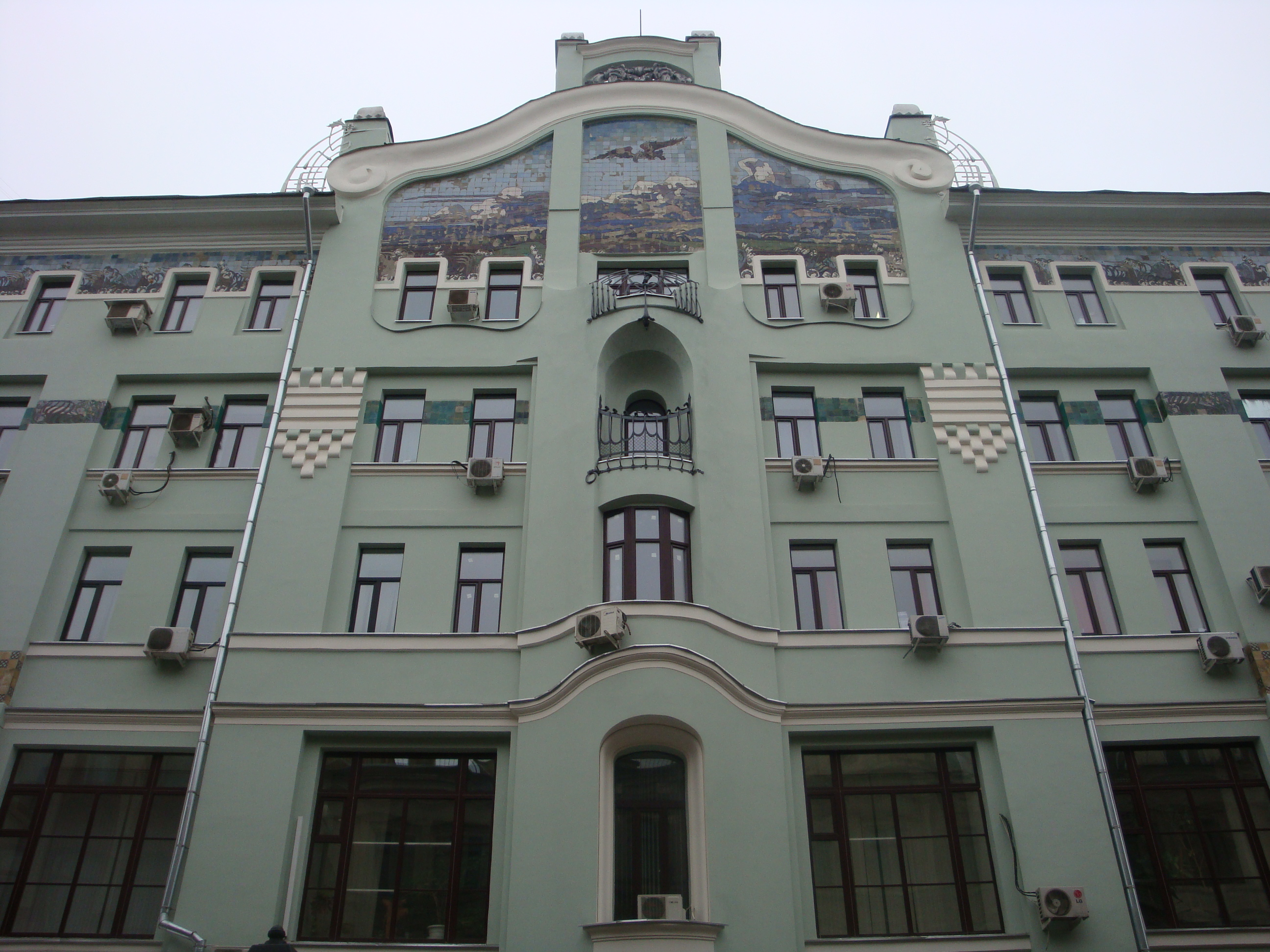
Maison Sokol
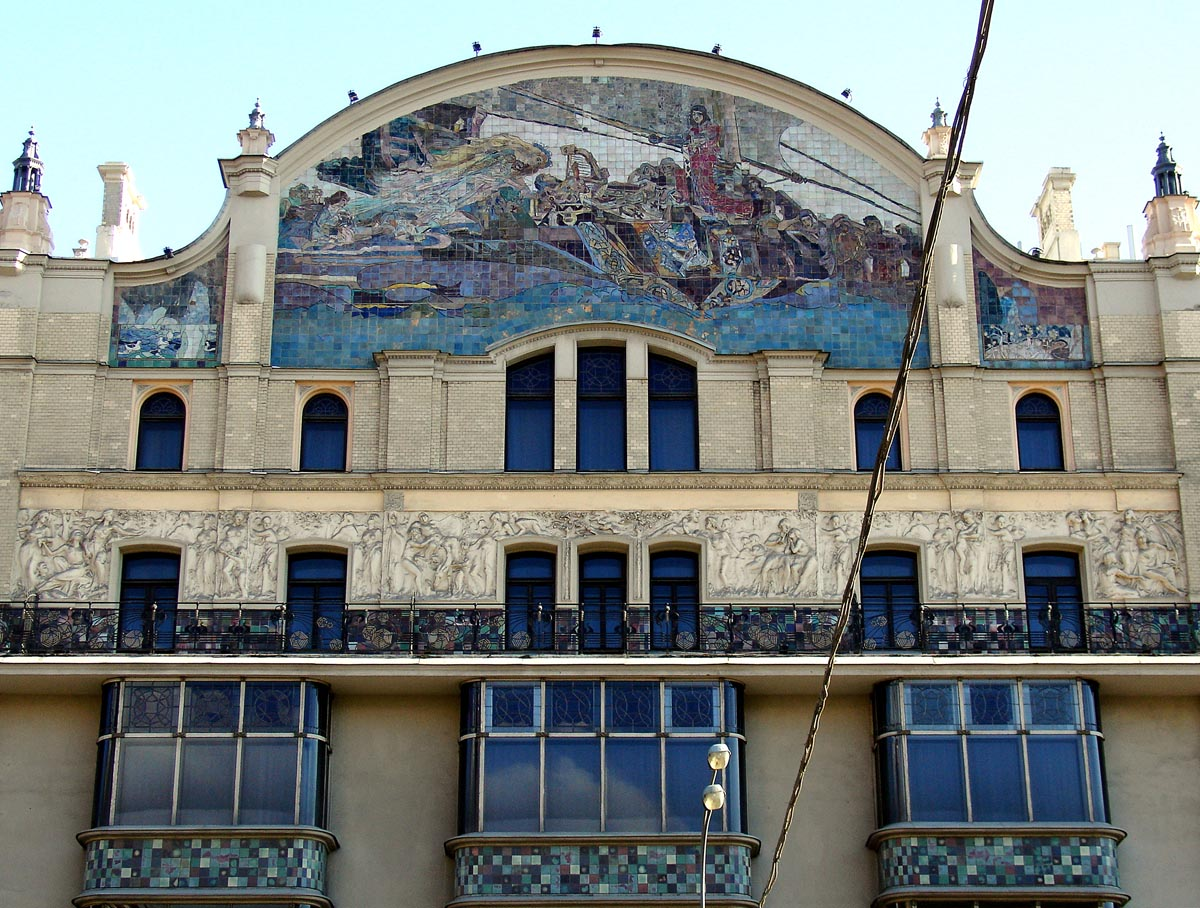
Hotel Metropol Moscou: attique de La Princesse Grioza de Mikhaïl Vroubel 1896